# Wife the Weaker Vessel
Wife the Weaker Vessel è un cortometraggio muto del 1915 diretto da Frank Wilson.

## Trama
Le donne si ribellano ai loro mariti.

## Produzione
Il film fu prodotto dalla Hepworth.

## Distribuzione
Distribuito dalla Hepworth, il film - un cortometraggio di 190 metrid - uscì nelle sale cinematografiche britanniche nell'ottobre 1915.
Fu distrutto nel 1924 dallo stesso produttore, Cecil M. Hepworth. Fallito, in gravissime difficoltà finanziarie, Hepworth pensò in questo modo di poter almeno recuperare il nitrato d'argento della pellicola.